# Somma
Somma (francouzsky Somme) je řeka v severní Francii, dlouhá 245 km. Plocha povodí měří 6550 km². Velikost povodí u Abbeville činí 5560 km².

## Historie
Jméno Somme má keltský původ. Římané řeku nazývali Samara.
Somma se stala světoznámou díky bitvě na Sommě, která se počtem víc než milion obětí stala jednou z nejkrvavějších operací 1. světové války.

## Průběh toku
Pramení poblíž Saint-Quentinu ve vzdálenosti 130 km severovýchodně od Paříže. Teče přes Amiens a do Lamanšského průlivu se vlévá mezi Boulogne-sur-Mer a Dieppe, přičemž vytváří nevelký estuár nazývaný Sommská zátoka.

## Vodní režim
Zdrojem vody jsou především dešťové srážky. Průměrný průtok vody v Abeville činí 35 m³/s a poblíž ústí 45 m³/s. V průběhu roku se průtok mění jen velmi málo.

## Využití

### Vodní doprava
Vodní doprava je možná téměř na celém toku. Koryto je na horním a středním toku upraveno pomocí vodních kanálů a zdymadel. Vodními kanály je řeka spojena s přítokem Seiny Oise a s Šeldou. Na řece leží města Amiens, Abbeville.

### Historie
Oblast, kterou protéká, má bohatou minulost. Města na Sommě chránila plavbu po řece od 15. století. Bitva na Sommě (od 24. června do 25. listopadu roku 1916) byla jedním z nejkrvavějších střetnutí v historii. Padlo v ní 800 000 vojáků spojeneckých sil a na 500 000 Němců. Byla to první bitva, v níž byly použity tanky. Za 2. světové války v červnu roku 1940 prolomili Němci obrannou linii na Sommě a obsadili Francii.